# Tolata
Tolata es un municipio y una localidad de Bolivia, ubicada en la provincia de Germán Jordán del departamento de Cochabamba. 
Limita al norte con el municipio de Sacaba, al este con el municipio de San Benito, al sureste con el municipio de Cliza y al oeste con el municipio de Arbieto, está ubicado a 30 km de la capital departamental.

## Demografía
De acuerdo con el censo boliviano de 2024, la población del municipio de Tolata es de 7 372 habitantes.
La población del municipio se duplicó entre 1992 y 2024, mientras que la población de la localidad se ha más que duplicado entre 1992 y 2012:
| Año  | Habitantes (municipio) | Habitantes (localidad) | Fuente |
| ---- | ---------------------- | ---------------------- | ------ |
| 1992 | 3.616                  | 1 370                  | Censo  |
| 2001 | 5.316                  | 2 207                  | Censo  |
| 2012 | 5.542                  | 3 368                  | Censo  |
| 2024 | 7.372                  |                        | Censo  |

## Transporte
Tolata se ubica a 33 kilómetros por carretera al sureste de Cochabamba, la capital del departamento.
Desde Cochabamba, la carretera asfaltada Ruta 7 va en dirección sureste más allá de Tolata, cruza la Cordillera Oriental y termina en las tierras bajas cerca a Santa Cruz de la Sierra.